# 巢鴨刑務所

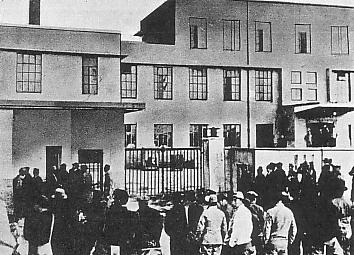
巢鴨刑務所

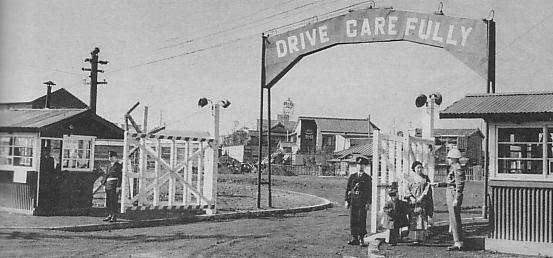
被美軍徵用後的巢鴨監獄正門

巢鴨拘置所（日语：／ Sugamo kōchijo */?），是一所位于日本東京都豐島區東池袋的監獄，因羈押過第二次世界大戰甲級戰犯而聞名的監獄，於1971年拆除。

## 历史
巢鴨監獄建於1895年，當時稱為警視廳監獄巢鴨支署，1897年改稱為巢鸭监狱。1922年再度改稱為巢鴨刑務所，專用以關押政治犯之用，1937年改名為巢鴨拘置所。
第二次世界大戰結束前，有不少共產黨人士與政治犯被關在巢鴨監獄，例如佐尔格就曾被关押于此。1945年日本投降，進入盟軍佔領時期，巢鴨監獄被駐日盟軍總司令部（GHQ）徵用，改稱，轉為關押東京軍事法庭列名的戰犯，如東條英機等人伏法前皆被關押於此。此處亦是甲級戰犯的絞刑執行場所。
1952年《舊金山和約》生效後移交日本，繼續收容戰犯，復名巢鴨刑務所。
1958年盟軍結束徵用而關停。原處改設東京拘置所。1970年，所中已不再有戰犯被關押，遷移至東京都葛飾區小菅。
1971年，巢鴨刑務所舊址被拆除。拆除後改建成複合商業設施「太陽城」（Sunshine City）。但在太陽城旁邊的豐島區東池袋中央公園中，有一慰灵纪念碑。